# Cavia (Burgos)
Cavia (seltener auch Cabia geschrieben) ist ein Ort und eine Gemeinde (municipio) mit 248 Einwohnern (Stand: 2024) in der Provinz Burgos in der nordspanischen autonomen Region Kastilien-León.

## Lage und Klima
Cavia liegt in der kastilischen Hochebene (meseta) an der Mündung des Río Ausín in den Río Arlanzón in einer Höhe von etwa 805 m und ist knapp 18 km (Fahrtstrecke) in südwestlicher Richtung von der Stadt Burgos entfernt. Der Nachbarort Cayuela ist nur etwa 3 km in südöstlicher Richtung entfernt. Das Klima ist gemäßigt bis warm; Regen (ca. 550 mm/Jahr) fällt übers Jahr verteilt.

## Bevölkerungsentwicklung
| Jahr      | 1857 | 1900 | 1950 | 2000 | 2017 |
| Einwohner | 471  | 478  | 464  | 244  | 233  |

Die Mechanisierung der Landwirtschaft und die Aufgabe bäuerlicher Kleinbetriebe haben seit den 1950er Jahren zu einem Mangel an Arbeitsplätzen und in der Folge zu einer Abwanderung eines Großteils der Bevölkerung in die Städte geführt (Landflucht). Wegen der Nähe zur Großstadt Burgos hat sich die Zahl der Einwohner jedoch in den letzten Jahhtzehnten stabilisiert. 

## Wirtschaft
Die Region ist seit Jahrhunderten ganz wesentlich von der Landwirtschaft geprägt, wobei in früherer Zeit die Selbstversorgung im Vordergrund stand. Nur haltbare oder haltbar gemachte Lebensmittel wie Getreide, Käse, Wurst etc. konnten auf den Märkten von Burgos verkauft werden.

## Geschichte
Erste Spuren der Anwesenheit von Menschen lassen sich bis in die Bronzezeit zurückführen. Römische und westgotische Spuren fehlen. Nach der Eroberung der Mitte Spaniens durch den Islam war die Gegend jahrhundertelang weitgehend verlassen und wurde erst ab dem ausgehenden 9. Jahrhundert wiederbesiedelt (repoblación). Die heute noch existierende Burg (castillo) gehörte der örtlichen Grundherrenfamilie Los Rojas; sie stammt aus dem 15. Jahrhundert und sicherte einst die strategisch wichtige Lage des Ortes am Zusammenfluss von Río Ausín und Río Arlanzón.

## Sehenswürdigkeiten
- Die im Grundriss fünfeckige Burg von Cavia (Casa fuerte de Los Rojas) steht in der Ortsmitte und ist aus exakt behauenen Steinen errichtet, die im Mauerverband verlegt sind; sie ist zweigeschossig und verfügt über mehrere runde Ecktürme, die den Flankenschutz gewährleisteten. Sowohl in die Ecktürme als auch in die Außenmauern sind mehrere Wappenschilde eingelassen. In der Nordostecke des Hofbereichs erhebt sich ein quadratischer Bergfried (torre de homenaje), der vielleicht noch ins 14. Jahrhundert zu datieren ist.
- Die Pfarrkirche San Pedro Apóstol steht auf einer Anhöhe am Ortsrand. Der Bau zeigt sowohl eine spätgotische Apsis als auch Renaissance- und Barockelemente. Der mehrgeschossige Glockenturm (campanario) stammt erst aus dem Jahr 1783 und ist in neoklassischen Stilformen errichtet. Das Innere der Kirche ist dreischiffig; hier befinden sich mehrere Altarretabel (retablos) aus dem 16. und 17. Jahrhundert und ein romanischer Taufstein (pila bautismal) mit Apostelfiguren innerhalb von Arkaden, welcher dem im Nachbarort Cayuela gleicht.
- Eine siebenbogige Brücke überspannt den Río Ausín. Sie wird als „Römerbrücke“ (puente romano) bezeichnet, doch stammt sie wahrscheinlich aus mittelalterlicher Zeit.